# Як Бетховен
Як Бетховен (оригл. назва: англ. Copying Beethoven — Копіюючи Бетховена або Переписуючи Бетховена) — драматичний фільм 2006 року режисера Аґнешки Голланд, в якому художньо описано тріумфи і страждання протягом останніх років життя Людвіга ван Бетховена.

## Опис
Студентка Віденської консерваторії Анна Гольц, ставши асистенткою великого композитора Людвіга Ван Бетховена, допомагає йому в роботі над Дев'ятою симфонією. Переносячи на нотний папір музику Бетховена, Анна потрапляє в складний і дивовижний світ композитора, у якому натхнення супроводжують болісні страждання. Дівчина робить спробу вийти заміж за давнього шанувальника і виїхати з Відня, але врешті-решт розуміє, що її доля назавжди пов'язана з Бетховеном…

## У ролях
- Ед Гарріс — Людвіг ван Бетховен
- Діане Крюгер — Анна Гольц
- Метью Ґуд — Мартін Бауер
- Філліда Лоу — мати Канісіус
- Джо Андерсон — Карл ван Бетховен
- Ральф Рейк — Венцель Шлеме
- Білл Стюарт — Руді